# Saulius Šaltenis
Saulius Šaltenis (Utena, 24 dicembre 1945) è uno scrittore, drammaturgo e politico lituano.

## Biografia e attività letteraria
Nato in una famiglia di insegnanti, si è iscritto alla facoltà di Filologia dell'Università di Vilnius nel 1963, anno in cui i suoi primi racconti sono apparsi sulla rivista Literatūra ir menas (Letteratura e arte). Interrotti gli studi per lavorare presso l'industria costruttrice di trapani Vilniaus grąžtų gamykla prima e per assolvere al servizio militare nell'Armata Rossa poi, si è successivamente laureato.
Nel 1966 ha pubblicato la sua prima raccolta di racconti, Atostogos (Vacanze), avviando una prolifica carriera di scrittore che lo ha visto cimentarsi tanto nella prosa quanto nel teatro; nel 1976 ha scritto (con il collega Leonidas Jacinevičius) il libretto del primo musical originale lituano, Ugnies medžioklė su varovais (Cacciatore di fuoco con battitori).
Dal 1969 al 1972 ha lavorato per il comitato editoriale degli Studi cinematografici lituani, scrivendo fra l'altro il soggetto per il film Herkus Mantas (1972), valsogli il Premio di Stato della Repubblica Socialista Sovietica Lituana.
Nel 1989 ha co-fondato la rivista culturale Šiaurės Atėnai (Atene del nord), per poi lavorare come redattore al quotidiano Lietuvos aidas (L'eco di Lituania).
Dal 1971 è membro dell'Unione degli scrittori lituani, e dal 1986 fa parte del consiglio direttivo dell'ente.

## Attività politica
Membro del Sąjūdis dal 1988, è stato fra i firmatari dell'Atto di Restaurazione dello Stato di Lituania e membro del Consiglio supremo eletto nel 1990 per sancire la transizione al nuovo regime democratico. Appartenente all'Unione della Patria - Democratici Cristiani di Lituania, è stato membro del Seimas dal 1992 al 2000, rivestendo la carica di Ministro della Cultura nel secondo governo Vagnorius (1996-99).

## Opere (selezione)

### Teatro
- Škac, mirtie, visados škac! / Jasonas (Via, morte, via per sempre! / Giasone, 1978)
- Lituanica / Duokiškio baladės (Lituanica / Ballate di Duokiškis, 1989)

### Racconti
- Atostogos (Vacanze, 1966)
- Riešutų duona / Henrikas Montė (Il pane di noci / Enrico Monte, 1972)
- Duokiškis (1977)
- Atminimo cukrus (Lo zucchero della memoria, 1983)

### Romanzi
- Kalės vaikai (I figli della cagna, 1990)
- Demonu amzius (Il secolo dei demoni 2014)
- Žydų karalaitės dienoraštis (2015)
  - edizione italiana Diario di una principessa ebrea, Joker Edizioni, Novi Ligure, 2019 - ISBN 9788875364335 (trad. Pietro U. Dini)
- Basas ir laiminga (2016)
- Geleziniai gyvates kiausiniai (2020)

## Premi e riconoscimenti
- 1973 – Premio di Stato conferito dalla Repubblica Socialista Sovietica Lituana
- 1986 – Premio "Juozas Grušas"
- 2000 – Medaglia dell'Indipendenza lituana
- 2019 – Premio Nazionale lituano per la Cultura e per l'Arte.